# Каменка (приток Порусьи)
Ка́менка — небольшая речка в Старорусском районе Новгородской области, левый приток Порусьи. Протекает по территории Новосельского сельского поселения.
Берёт начало в небольшом лесном болотце, в 2 км к западу от деревни Горбовастица. Северней деревни Санаковщина пересекается с автодорогой Старая Русса—Холм, северней деревни Каменка слева впадает в Порусью. Длина около 9,5 км.

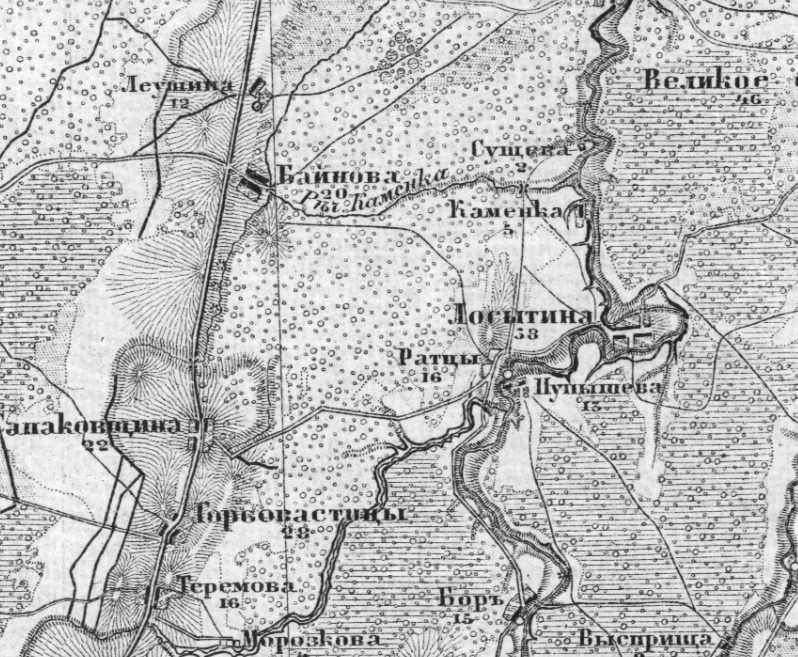
Каменка на карте 1915 года